# 德爾亥鎮區 (愛荷華州特拉華縣)
德爾亥鎮區（英語：Delhi Township）是位於美國愛荷華州特拉華縣的一個行政鎮區。

## 地方資料
根據2010年美國人口普查的數據，德爾亥鎮區的面積為93.07平方千米，當中陸地面積為92.35平方千米，而水域面積為0.82平方千米。當地共有人口1047人，而人口密度為每平方千米11.25人。